# Malacocincla perspicillata
Malacocincla perspicillata là một loài chim trong họ Pellorneidae.